# Stazione di Mezzocorona Borgata
La stazione di Mezzocorona Borgata, situata lungo la ferrovia Trento-Malé-Mezzana, è una delle tre stazioni ferroviarie del comune di Mezzocorona.
La gestione degli impianti è affidata alla società Trentino Trasporti.

## Storia
Il primitivo impianto, inaugurato nel 1909 era più prossimo rispetto alla strada provinciale 29, lungo la quale era posato il binario della tranvia Trento-Malé. La nuova stazione venne attivata con l'entrata in servizio del tronco ferroviario Trento-Cles, avvenuta nel 1960.
Nei primi anni duemila il tracciato ferroviario, curvilineo nell'area della stazione, fu rettificato con la contestuale realizzazione di un parcheggio di interscambio e l'abbandono del fabbricato viaggiatori in favore di una pensilina.

## Strutture e impianti
La stazione, situata su una linea a binario unico, è equipaggiata con un binario di corsa e un binario destinato a incroci e precedenze, dotati entrambi di marciapiedi collegati da un sottopassaggio e da un ascensore che rende la stazione accessibile ai disabili e di pensiline, in metallo e vetro; è inoltre presente un terzo binario, tronco, lato Trento.

## Servizi
- Biglietteria automatica